# Serena
Serena (m. 409) foi uma nobre do período final do Império Romano do Ocidente e sobrinha do imperador Teodósio I que, em 384, arranjou para ela um casamento com um ascendente oficial de seu exército chamado Estilicão, uma união que assegurou a lealdade dele à Casa de Teodósio durante os anos seguintes.
Na corte do primo, o imperador Honório, Serena escolheu uma noiva para o poeta residente, Claudiano, e tomou conta da meia-irmã do imperador, Gala Placídia. Ela e Estilicão tiveram um filho, Euquério, e duas filhas, Maria e Termância. As duas depois se casariam com Honório.
Zósimo relata como Serena, uma cristã, tomou o colar de uma estátua de Reia Sílvia e o colocou em seu próprio pescoço. Uma velha, a última das virgens vestais, a condenou e a amaldiçoou por sua iniquidade. Serena passou então a ser perturbada por terríveis pesadelos sobre uma morte prematura.
Estilicão foi executado por ordem de Honório em 408. Durante o cerco de Roma pelos visigodos no ano seguinte, Serena foi falsamente acusada de conspirar com os invasores e executada com o consentimento de Gala Placídia.